# 佐々木麻衣 (歌手)
佐々木 麻衣（ささき まい、2001年9月22日 - ）は、日本の歌手。千葉県出身。ボーカルユニットARCANA PROJECTの元メンバー。テレビ番組『THEカラオケ★バトル』での元U-18四天王の1人である。

## 来歴・人物
幼少期から歌に親しみ、2歳10ヶ月で初ステージ、幼少期から大御所の演歌歌手30人以上の前座を務めるなどし、テレビ番組『THEカラオケ★バトル』に2014年5月14日放送で初出場で初優勝。その後の2014年12月24日放送の「2014 U-18最強トーナメント」からU-18四天王の一人となる。

### 『THEカラオケ★バトル』での活躍
2014年5月14日放送「全国No.1選手権!春の陣」で初出場で初優勝。2014年5月28日放送「歌うまキッズU-12」でも優勝。その後も出場を重ね、2014年12月24日放送の「2014 U-18最強トーナメント」で設けられた「U-18四天王」の一人に堀優衣・鈴木杏奈・角田龍一とともになる。この大会ではさくらまやなどを抑えて優勝。
2014年中で3度優勝し、18歳以下の出場者では最多の優勝回数となっていたが、2015年以降他の四天王の堀優衣]・鈴木杏奈]らに負けることが増え、優勝回数は足踏みを続けることになる。
2016年から出場を始めた竹野留里が台頭、2016年7月13日放送「チャンピオンズカップ2016」で竹野が優勝したこともあり、2016年9月7日放送の「U-18歌うま甲子園5」で竹野留里・西岡龍生のどちらかが佐々木を破り優勝すれば佐々木は四天王の称号を失うという取り決めで行われ、佐々木は竹野に予選で敗れたが、決勝で竹野は鈴木杏奈に敗れたため、四天王入れ替えは行われなかった。
2017年2月22日「U-18歌うま甲子園6」でも佐々木が優勝か準優勝でなければ称号を失うという取り決めで行われた、優勝は竹野に奪われるが佐々木は準優勝し、四天王の称号を守った。
2017年3月15日「2017春のグランプリ」で決勝に進出トップ7の称号も併せ持つことになった。(2017年10月18日「2017年間チャンピオン決定戦」で予選敗退したため現在はトップ7からは外れている）。
が、また今年の2019夏のグランプリで決勝に進出したためTOP8に返り咲いた。しばらく優勝から遠ざかっていたが、Uー18歌うま甲子園2018頂上決戦で優勝し、4冠を達成した。さらにまた「Uー18 歌うま甲子園平成最後の王者決定戦」でも優勝し5冠となった。

### 『ARCANA PROJECT』での活動
2020年1月18日にディアステージとLantisが手掛けるアニソンボーカルユニット「ARCANA PROJECT」のメンバーとしてお披露目ライブに参加した。テレビアニメ『モンスター娘のお医者さん』、『回復術士のやり直し』の主題歌を務めるも2021年3月20日をもって卒業。

## 出演

### ラジオ
- 堀江淳のファインミュージックアワー（2022年5月14日 - 27日、コミュニティFM全国61局）

## シングル
- 約束岬/二人でお酒を（日本クラウン-CRCN-8607、2023年9月20日）[11]
- 大好きだから/純情エスケープ（日本クラウン-CRCN-8740、2025年4月2日）[12]

## 作品

### 参加作品
- テレビ東京系『THEカラオケ★バトル BEST ALBUM』（2016年12月21日発売。PCCA-04463）[13]
  - M-1「Over and Over 〜夢は終わらない」（K★Bオールスターズ）
- テレビ東京系『THEカラオケ★バトル BEST ALBUM II』（2017年8月2日発売。PCCA-04545）[14]
  - M-7「シルエット・ロマンス」- （大橋純子のカバー）
  - M-9「Over and Over ～夢は終わらない」（合唱ver）- K★Bオールスターズ（城南海・RiRiKA・翠千賀・宮本美季・堀優衣・佐々木麻衣・佐久間彩加・鈴木杏奈・竹野留里）
  - M-10「ナナナ音頭」（堀優衣・佐々木麻衣・鈴木杏奈・竹野留里）